# Athetis raebeli
Athetis raebeli là một loài bướm đêm trong họ Noctuidae.